# Nolima dine
Nolima dine là một loài côn trùng trong họ Mantispidae thuộc bộ Neuroptera. Loài này được Rehn miêu tả năm 1939.